# Zacualpan, Nayarit
Zacualpan är en ort i Mexiko.   Den ligger i kommunen Compostela och delstaten Nayarit, i den centrala delen av landet, 700 km väster om huvudstaden Mexico City. Zacualpan ligger 29 meter över havet och antalet invånare är 5 236.
Terrängen runt Zacualpan är platt västerut, men österut är den kuperad. Terrängen runt Zacualpan sluttar västerut. Runt Zacualpan är det ganska tätbefolkat, med 54 invånare per kvadratkilometer. Närmaste större samhälle är Las Varas, 8,0 km söder om Zacualpan. Omgivningarna runt Zacualpan är en mosaik av jordbruksmark och naturlig växtlighet.